# خودرو زره‌پوش پل‌گذار

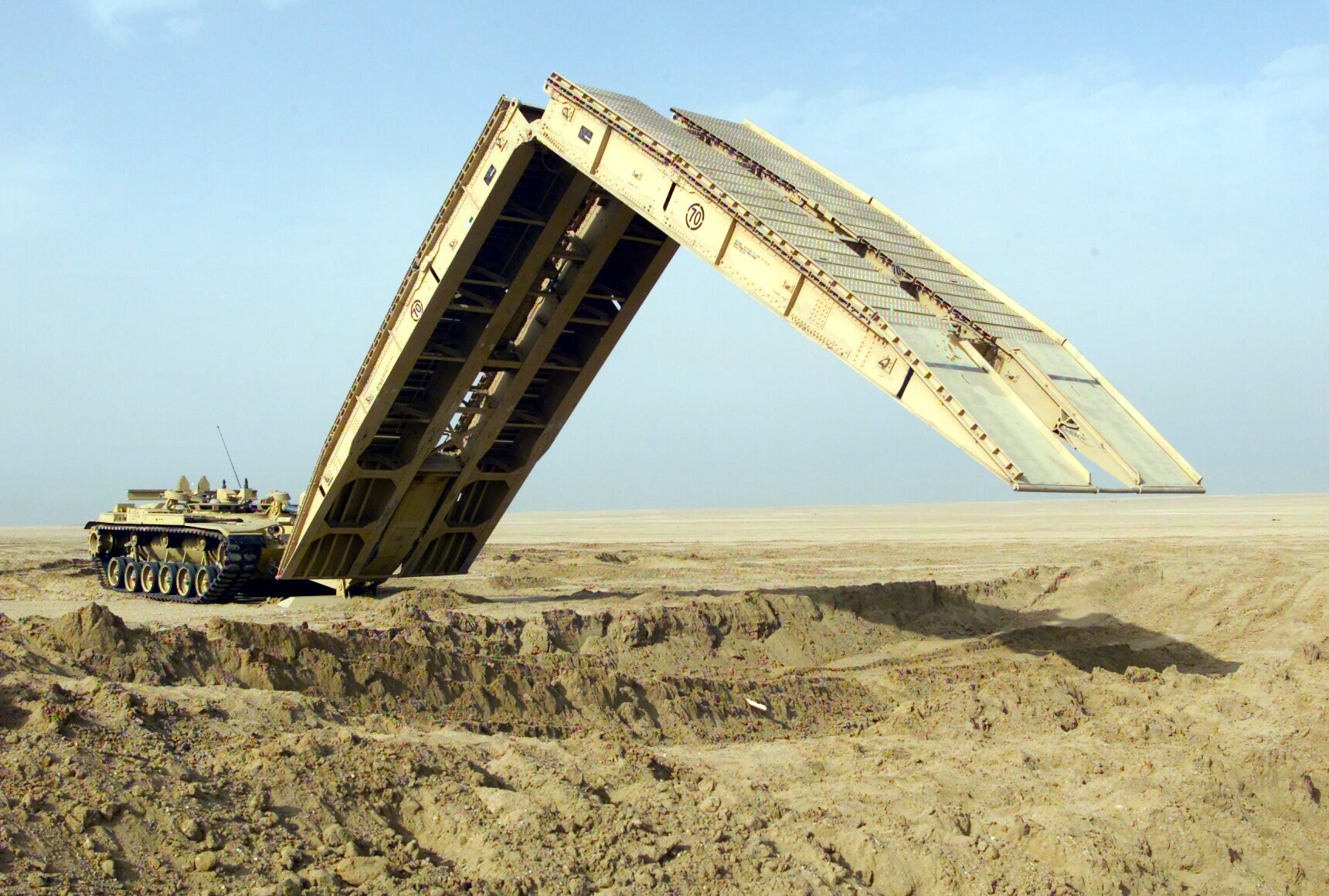
مدل پل‌ساز تانک آمریکایی ام۶۰ پاتون

خودرو زره‌پوش پل‌گذار یکی از انواع خودروهای مهندسی رزمی است که معمولاً با اصلاح بدنهٔ یک تانک ساخته شده و برای حمل یک پل پیش‌ساخته به میدان نبرد استفاده می‌شود. این خودروها با قرار دادن پل بر روی رودخانه، خندق یا دیگر موانع مشابه عبور سریع واحدهای پیاده‌نظام و نیروهای زرهی و واحده‌های پیاده‌نظام از این موانع را ممکن می‌سازند.

## نگارخانه

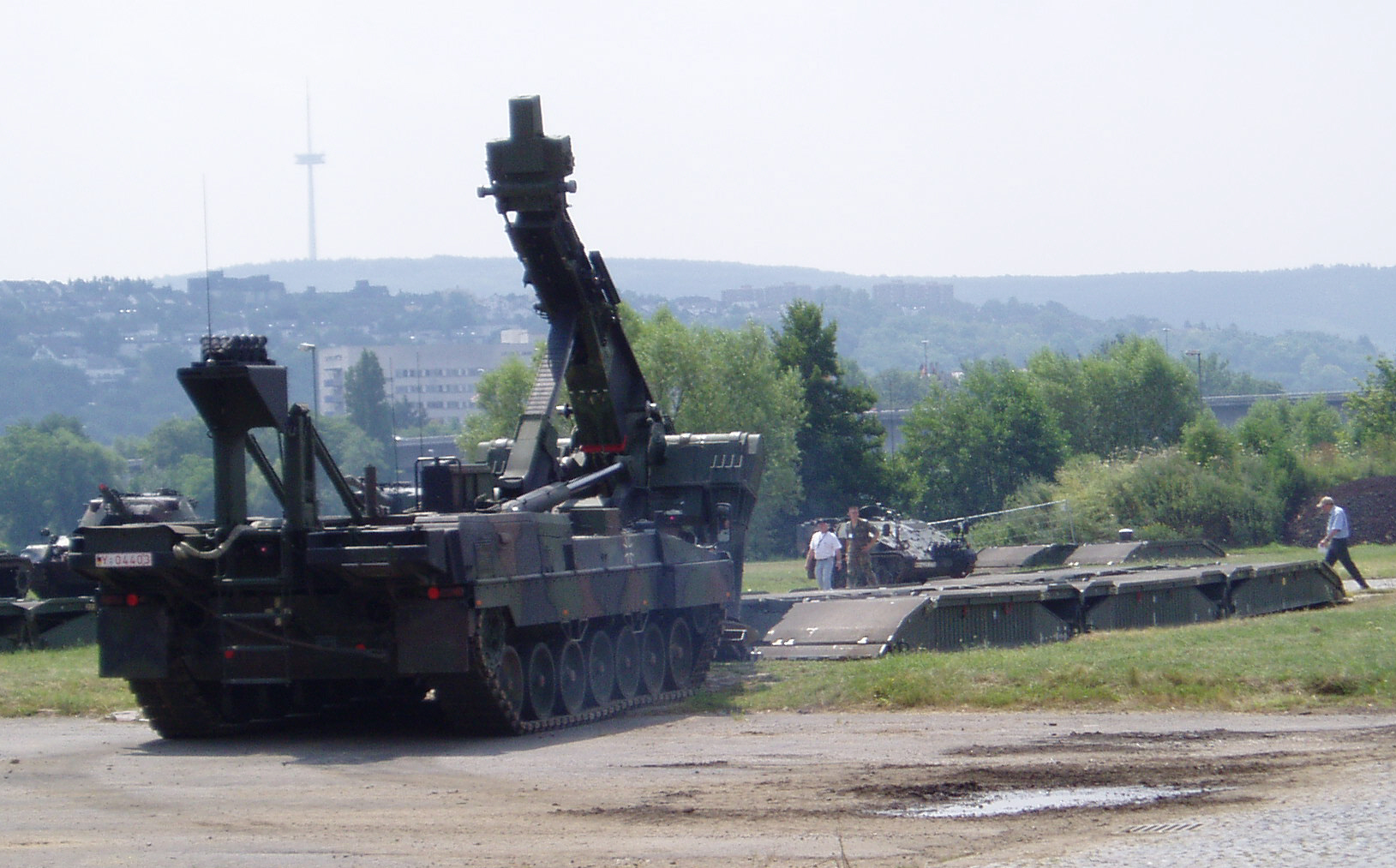